# Poringland
Poringland – wieś w Anglii, w hrabstwie Norfolk, w dystrykcie South Norfolk. Leży 8 km na południowy wschód od Norwich i 156 km na północny wschód od Londynu. Miejscowość liczy 3261 mieszkańców.